# Kisiițite, Gabrovo
Kisiițite (în bulgară Кисийците) este un sat în comuna Treavna, regiunea Gabrovo,  Bulgaria. 

## Demografie
Componența etnică a satului Kisiițite
     Bulgari (93,18%)
     Nicio identificare (6,81%)
     Altele (0%)
La recensământul din 2011, populația satului Kisiițite era de 44 locuitori. Din punct de vedere etnic, majoritatea locuitorilor (93,18%) erau bulgari. Pentru 6,81% din locuitori nu este cunoscută apartenența etnică.